# FBM Makina Balçova Yaşamspor
FBM Makina Balçova Yaşamspor bzw. FBM Yaşamspor ist ein türkischer Fußballverein aus Balçova, einem Stadtteil der westtürkischen Hafenstadt Izmir. Sie wurde 2012 unter dem Namen Balçova Belediyespor als Sportverein der Bezirksverwaltung Balçovas gegründet, im Sommer 2014 verkauft und anschließend in den heutigen Namen umbenannt. Ihre Heimspiele bestreitet die Mannschaft in der Buca Arena.

## Geschichte

### Gründung
Zum Sommer 2012 kaufte die Bezirksverwaltung von Balçova dem Amateurverein Fahrettin Altay SK seine Wettbewerbs- und Namensrechte ab und nahm anschließend mit ihrer neu gegründeten Betriebsmannschaft Balçova Belediyespor an deren Stelle am Wettbewerb teil.

### Aufstieg in den Profifußball
Nach der Vereinsgründung nahm der Verein an der Bölgesel Amatör Lig, der höchsten türkischen Amateurliga, teil. In seiner Spielzeit in dieser Liga beendete Balçova Belediyespor sie als Meister und stieg damit das erste Mal in seiner Vereinshistorie in die TFF 3. Lig auf. Dieser Aufstieg bedeutete auch die erste Teilnahme des Vereins am türkischen Profifußballbetrieb.
Im Sommer 2014 wurde der Verein verkauft. Die neuen Eigentümer nannten den Verein in Fabrika Bakım Montaj Balçova Yaşamspor (kurz FBM Balçova Yaşamspor) um.
In der Viertligasaison 2014/15 verfehlte die Mannschaft den Klassenerhalt der TFF 3. Lig und stieg damit in die Bölgesel Amatör Lig ab.

## Ligazugehörigkeit
- 4. Liga: Seit 2013
- Amateurligen: 2012–2013